# Pascal Mahé
Pour les articles homonymes, voir Mahé.
Pascal Mahé, né le 15 décembre 1963 à Saint-Martin-de-Fontenay (Calvados), est un handballeur international français reconverti entraîneur.
Pionniers des Barjots, il est notamment médaillé de bronze aux JO de 1992 puis Champion du monde en 1995. Vingt ans plus tard, son fils Kentin est également Champion du monde.

## Biographie

### Parcours de joueur
Un des pionniers des Barjots qui décrochent la première médaille de l’histoire du handball français, à savoir le bronze aux Jeux olympiques de 1992, Pascal Mahé était alors considéré comme l'un des tout meilleurs défenseurs du monde, ce qui ne l'empêchait pas d'être un bon attaquant puisqu'il a marqué 739 buts au cours de ses 297 sélections en équipe de France entre 1984 et 1996, étant notamment le tireur attitré des jets de 7 mètres. Cette première pour le handball français se confirme l'année suivante avec le titre de vice-champion du monde en 1993 puis c'est la consécration en 1995 avec le titre mondial. 
En club, il débute à l'ASPTT Caen avant de rejoindre le Paris UC en 1982. Aux côtés de Philippe Gardent et de Nicolas Cochery, il est un des artisans de la remontée du club parisien en Nationale 1 en 1983 malgré la défaite en finale face au FC Mulhouse. 
En 1985, il rejoint US Créteil qui vient d'être promu en Nationale 1. Avec le club cristollien, il réalise notamment une extraordinaire saison 1988-89 avec un doublé Championnat-Coupe et surtout la première finale européenne d'un club français lors de la Coupe des vainqueurs de coupe. En 1992, il quitte Créteil pour le Montpellier Handball qui vient d'accéder à la première division où il remporte un deuxième titre de champion de France en 1995. À l'issue des Jeux olympiques de 1996, celui que Daniel Costantini surnommait affectueusement "la momie vivante" compte tenu de ses multiples blessures durant sa carrière, met un terme à sa carrière de joueur de haut niveau.

### Parcours d'entraîneur

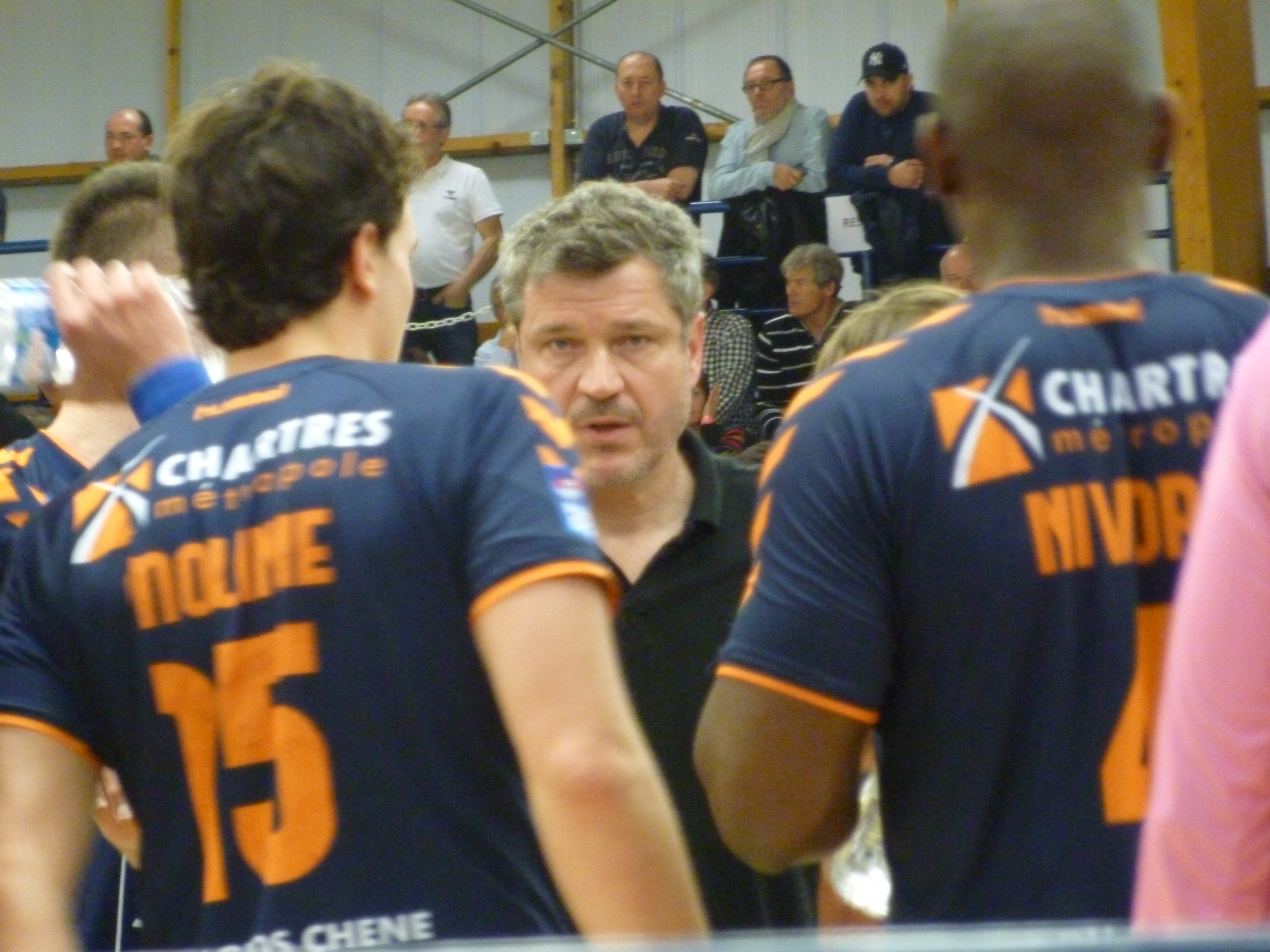
Mahé au milieu des joueurs de Chartres en mars 2014.

Suivant les conseils de Daniel Costantini, il entame sa reconversion en devenant entraîneur-joueur à l'AS Monaco et responsable du centre de formation et de la politique sportive du club qui évolue alors en Nationale 2. Si le club a des moyens, Mahé ne parvient pas à travailler à long terme avec les jeunes joueurs locaux, vite démotivés.
Trois ans plus tard, il débarque en Allemagne, à Dormagen sur la rive gauche du Rhin. Entraîneur-joueur, Pascal Mahé le reste jusqu’en 2003, avant de se consacrer entièrement à son travail de technicien. Il s'occupe de différents groupes, de l’équipe d’Allemagne juniors à la préparation physique des joueurs du TSV Bayer Dormagen qui évoluent à l’époque en D1 en passant par la réserve et les jeunes. 
Quatorze ans après avoir quitté le sol français, l’ancien champion du monde est de retour et rejoint le Chartres Métropole HB 28 en 2013. À l’issue de la saison 2014-2015, il permet au club chartrain d'accéder pour la première fois de son histoire en Division 1. Après un début de saison difficile en championnat, il est remercié fin octobre 2015.
En avril 2018, il est nommé entraîneur provisoire du Caen Handball et revient ainsi dans son club formateur plus de trente ans après l'avoir quitté. Après avoir coaché les cinq derniers matchs du Championnat de France de D2, il signe officiellement un contrat pour 2 saisons. Cependant, le club termine bon dernier de D2 en 2018/19 et en février 2019, Pascal Mahé s'est mis en retrait pour laisser son adjoint Philippe Breysacher dicter les consignes durant les matchs.

## Palmarès

### En clubs
Compétitions internationales
- Coupe des clubs champions (C1)
  - Demi-finaliste (1) : 1990
- Coupe des vainqueurs de coupe (C2)
  - Finaliste en 1989

Compétitions nationales
- Championnat de France
  - Vainqueur (2) en 1989 et 1995
  - Vice-champion en 1988
- Coupe de France
  - Vainqueur (1) en 1989
  - Finaliste (1) en 1987

### En équipe nationale

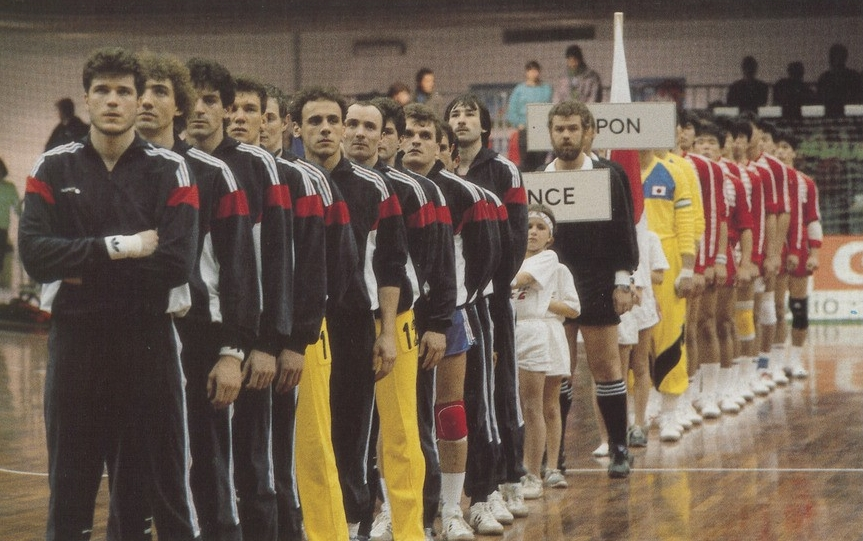
Pascal Mahé est le premier dans l'alignement des Français lors du Championnat du monde B 1987.

Ses résultats en compétitions internationales sont :
- Jeux olympiques
  -  Médaille de bronze aux Jeux olympiques de 1992
  - 4e place aux Jeux olympiques de 1996
- Championnats du monde
  - Vainqueur du Championnat du monde C 1986
  - 8e place au Championnat du monde B 1987
  - 5e place (promu) au Championnat du monde B 1989
  - 9e place au Championnat du monde 1990
  -  Médaille d'argent au Championnat du monde 1993
  -  Médaille d'or au Championnat du monde 1995
- Championnats d'Europe
  - 6e place au Championnat d'Europe 1994
  - 7e place au Championnat d'Europe 1996
- Autres
  -  Médaillé d'argent aux Jeux méditerranéens de 1987 à Lattaquié,  Syrie
  -  Vainqueur des Goodwill Games 1994
  -  troisième de la World Cup 1996

## Référence
1. ↑  « Mahé-Cochery-Gardent, le trio d'avenir du PUC .... », Hand-ball : bulletin fédéral, Fédération française de handball, no 190,‎ juin 1983 (lire en ligne, consulté le 23 mai 2024)
2. ↑  « Mahé Pascal... vous reçoit sept sur sept », Hand mag n°9, Fédération française de handball, juillet 1996 (consulté le 11 octobre 2017), p. 22.
3. ↑  « Le rouge et noir de Papy Thiebaut », sur L'Humanité.fr, 11 juillet 1992 (consulté le 23 mars 2014).
4. ↑  « Pascal Mahé, patraque jusqu'au bout des doigts : Le corps de l'ex-international de handball ressemble à un champ de bataille », Libération, 8 mars 1999 (consulté le 9 mars 2018).
5. ↑  « Daniel Costantini : « je serai omniprésent » », Hand mag n°13, Fédération française de handball, novembre 1996 (consulté le 23 mai 2024).
6. ↑  « Pascal Mahé, portrait », dans Laurent Moisset, La grande saga du hand français, Hugo et compagnie, 20 octobre 2016, 235 p. (ISBN 2755627549, lire en ligne)
7. ↑  « Monaco, my sport is rich », L'humanité, 15 mai 1999 (consulté le 9 mars 2018).
8. ↑  « Pascal Mahé, un "Barjot" arrive à Chartres », sur handzone.net, 7 mai 2013 (consulté le 18 juin 2013).
9. ↑  « Handball: l'entraîneur Pascal Mahé écarté de Chartres », sur L’Equipe.fr, 28 octobre 2015 (consulté le 20 avril 2017).
10. ↑  « Pascal Mahé, le colosse de retour au pays », Ouest-France, 12 avril 2018 (consulté le 8 mai 2018).
11. ↑  « Mahé signe à Caen pour 2 saisons », sur handnews.fr, 11 mai 2018 (consulté le 20 mai 2019).
12. ↑  « Caen HB : sur le banc, les rôles se sont inversés », Ouest-France, 8 février 2019 (consulté le 20 mai 2019).